# Lepargochloa
Lepargochloa és un gènere de plantes de la família de les poàcies, ordre de les poals, subclasse de les commelínides, classe de les liliòpsides, divisió dels magnoliofitins.

## Taxonomia
- L. glabra Gledhill
- L. rhytachnoides Launert